# 33. domobranski pehotni polk (Avstro-Ogrska)
Za druge 33. polke glejte 33. polk.
33. domobranski pehotni polk (izvirno nemško k.k. Landwehr Infanterie Regiment Nr. 33; dobesedno slovensko: Cesarsko-kraljevi deželnobrambovski pehotni polk št. 33) je bil pehotni polk avstro-ogrskega Domobranstva.

## Zgodovina
Polk je bil ustanovljen leta 1901. 

### Prva svetovna vojna
Polkovna narodnostna sestava leta 1914 je bila sledeča: 73% Rutencev in 27% drugih.
Naborni okraj polka je bil v Stryjju in Samboru, pri čemer so bile polkovne enote garnizirane v Stryju.

## Poveljniki polka
- 1914: Ludwig Hromatka[1]